# Torn- och svärdsorden

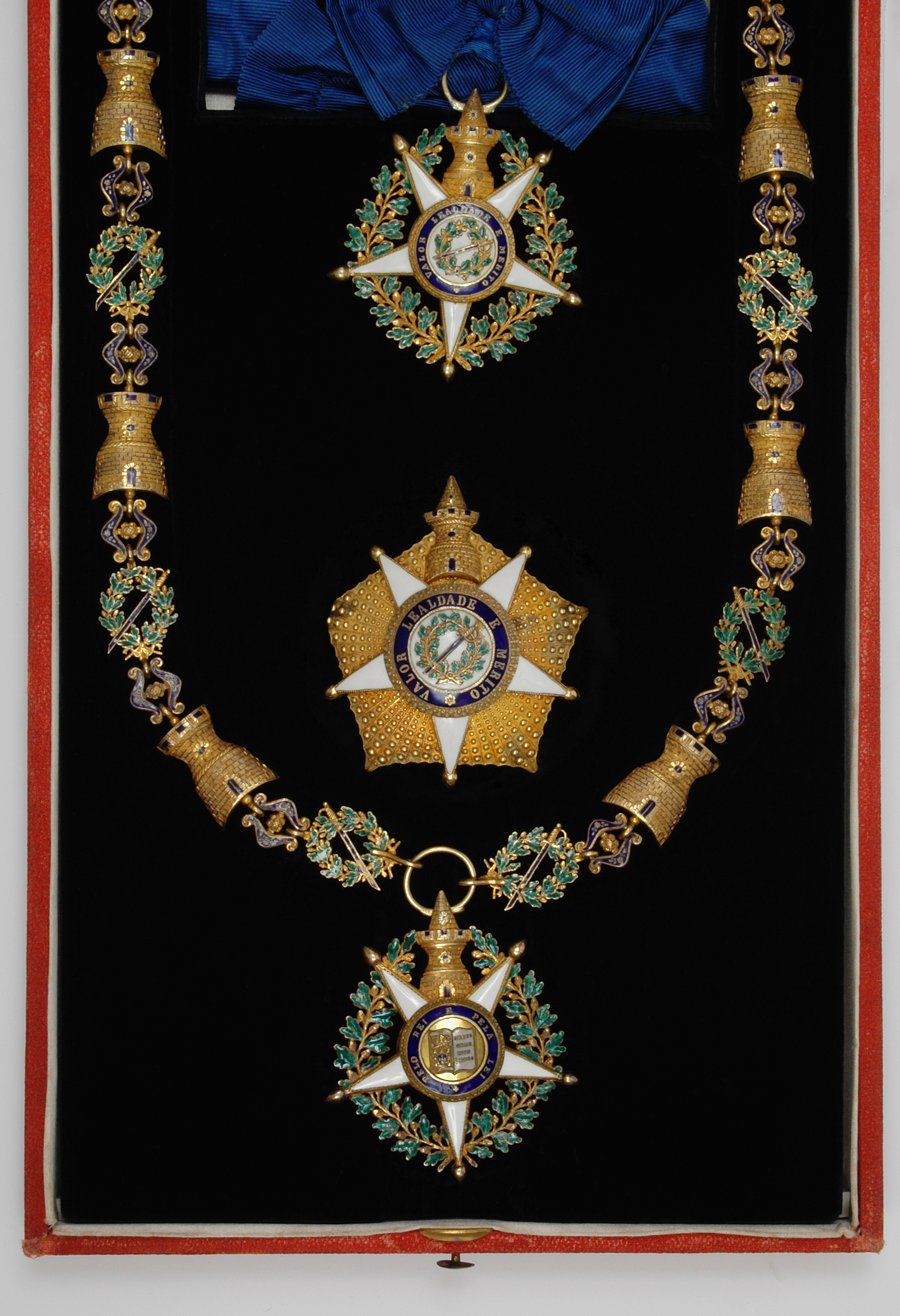
Ordens tecken

Torn- och svärdsorden, officiellt Militära torn- och svärdsorden (portugisiska: Ordem Militar da Torre e Espada), är en portugisisk orden instiftad år 1459 av kungen Alfons V. Efter att Portugals kungafamilj flydde till Brasilien på grund av Napoleons anfall år 1807, och senare då Brasilien blev ett självständigt kejsardöme, fanns det också en brasiliansk orden med samma namn.
Idag delas orden ut för "exceptionella gärningar för fosterlandet eller hela mänskligheten och hjältedåd för dem civila". Även militärpersonal kan tilldelas utmärkelsen för exceptionell ledning. Sedan 1986 har ordens storkedjan också delats till den avgående presidenten. Den sittande president är ordens stormästare. 
Orden består av sex klasser:
- storkedja
- storkors
- storofficerare
- kommendör
- officerare
- riddare